# Dysgonia expediens
Dysgonia expediens  là một loài bướm đêm thuộc họ Erebidae. Nó được tìm thấy ở Nam Mỹ, bao gồm Brasil.